# Oswald Achenbach

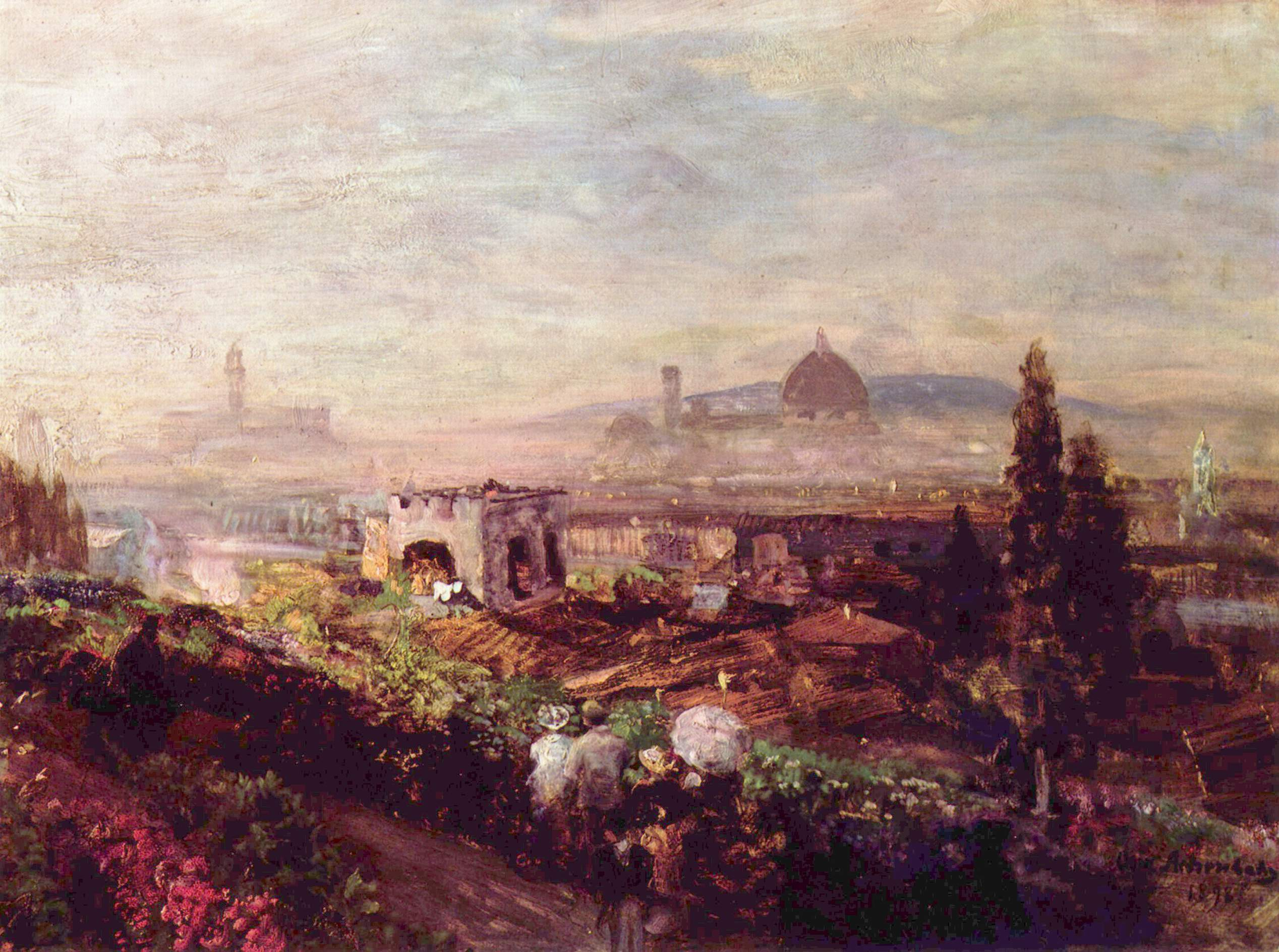
Widok Florencji, 1898, Kunstmuseum Düsseldorf

Oswald Achenbach (ur. 2 lutego 1827 w Düsseldorfie, zm. 1 lutego 1905 tamże) – niemiecki malarz pejzażysta, brat Andreasa Achenbacha. Uznany kolorysta, twórca düsseldorfskiej szkoły pejzażu.
Uczył się w Akademii w Düsseldorfie i w pracowni brata. Od 1850 r. często wyjeżdżał do Włoch, malował romantyczne pejzaże okolic Neapolu i Rzymu, bawarskie góry i krajobrazy Szwajcarii. Na jego prace miała wpływ twórczość Carla Blechena. Styl Adenbacha nawiązuje jednocześnie do romantyzmu i realizmu.